# Signore delle cime
Signore delle cime ("Senyor dels cims") és una coneguda cançó italiana de pregària fúnebre. Fou composta per Bepi De Marzi el 1958, quan tenia 23 anys, en homenatge a Bepi Bertagnoli que morí en un accident en una allau a la muntanya el 1951.

## Història
De Marzi va escriure la cançó per a la coral I Crodaioli, que ell mateix havia fundat al seu poble natal d'Arzignano, i a petició del club excursionista, per a la cerimònia de col·locació d'una placa en memòria de Bertagnoli. Es feu molt popular i ha estat traduïda a diversos idiomes. La senzillesa de la cançó i el seu fort impacte emocional han fet que s'hagi inclòs en el repertori de nombrosos cors. La melodia simple, amb harmonies tradicionals, i la combinació amb un text sentit, que inclou la devoció cristiana popular, l'han fet molt coneguda.

Una ocasió important, en la qual es canta sempre i que ha contribuït a popularitzar-la a Itàlia, és en l'Adunata Nazionale degli Alpini (la trobada nacional dels Alpini, el cos muntanyenc de la infanteria italiana), que se celebra cada any a mitjans de maig des de 1920.

## Text
El text original té dues estrofes; la primera adreçada a Déu, la segona adreçada a la Verge; n'existeix una tercera, que habitualment no es canta i que fou afegida posteriorment, on es demana a Déu que deixi caure una flor de neu del cel en memòria de l'amic mort.

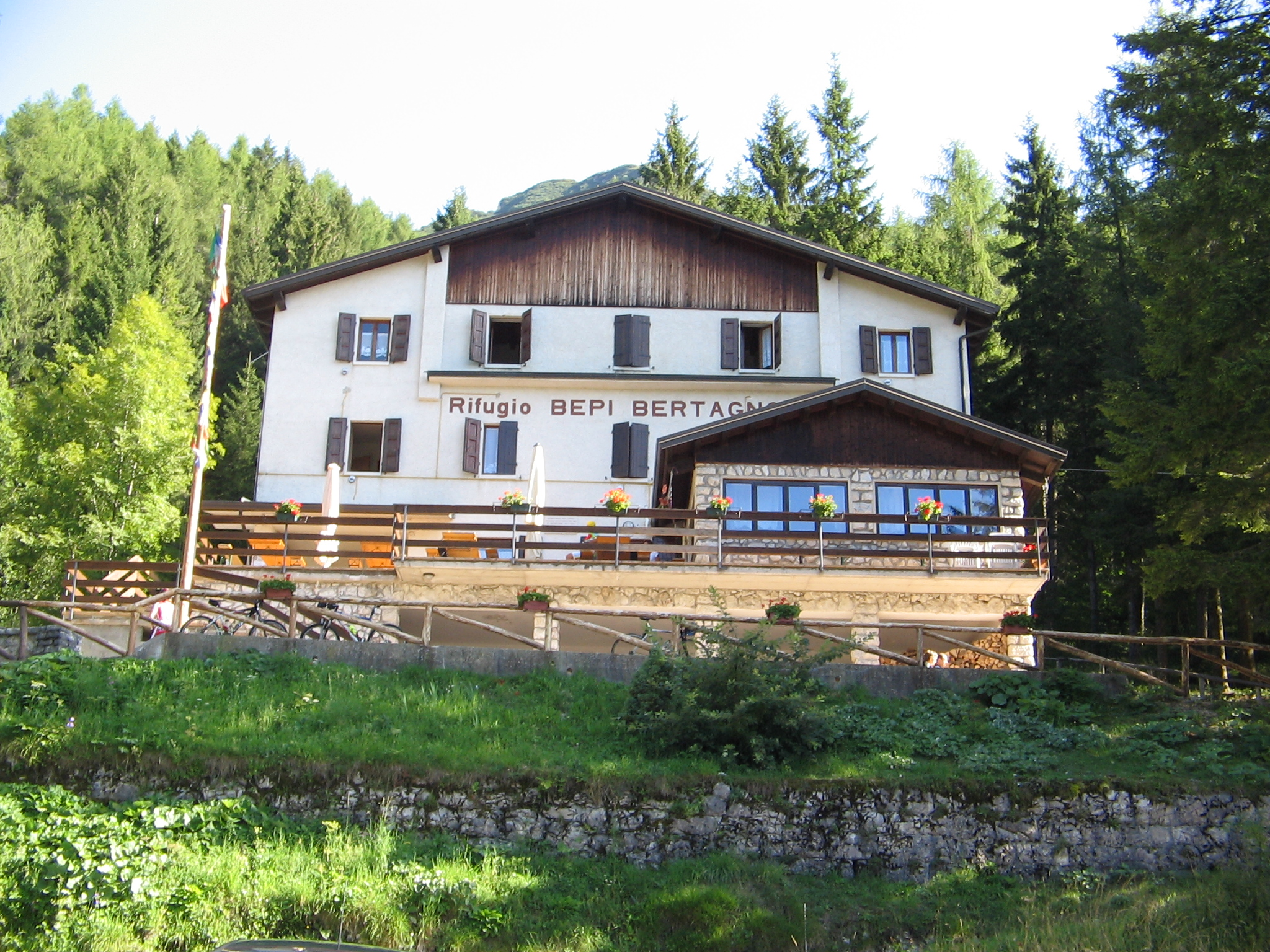
Refugi de muntanya que porta el nom de Bepi Bertagnoli

- Dio del cielo, Signore delle cime,
Un nostro amico hai chiesto alla montagna.
Ma ti preghiamo, ma ti preghiamo
Su nel Paradiso, su nel Paradiso
Lascialo andare per le tue montagne.
-Santa Maria, Signora della neve,
Copri col bianco, soffice mantello
Il nostro amico, il nostro fratello.
Su nel Paradiso, su nel Paradiso
Lascialo andare per le tue montagne.
Traducció: "Déu del cel, Senyor dels cims, has reclamat a la muntanya el nostre amic. Però et preguem que, allà dalt al Paradís, el deixis caminar per les teves muntanyes. // Santa Maria, Senyora de la neu, cobreix amb el blanc i suau mantell  el nostre amic, el nostre germà. Allà dalt al Paradís, deixa'l caminar per les teves muntanyes".